# Eligio di Noyon
Sant'Eligio di Noyon (Chaptelat, 588 – Noyon, 1º dicembre 660) è stato un orafo e poi alto funzionario della corte dei re merovingi; è venerato come santo dalla Chiesa cattolica. Dalla contrazione del nome francese Éloi nel medioevo in molte città italiane veniva chiamato semplicemente sant'Alo, sant'Alò o anche solo san Lo.

## Biografia
Figlio di Eucherio e Terrigia, era di umili natali e apprese l'arte dell'oreficeria a Limoges presso il monetiere Abbone.
Secondo la tradizione, Clotario II gli avrebbe commissionato un trono consegnandogli l'oro necessario per l'opera ed Eligio ne avrebbe realizzati due: fortemente impressionato dalla sua perizia e dalla sua onestà, il re lo nominò orafo di corte e maestro della zecca.
Continuò a farsi promotore dell'arte orafa. La leggenda gli attribuisce numerose opere (oggi in gran parte perdute): i vasi sacri e altri arredi per le chiese parigine di Notre Dame e Saint Denis, di Saint Loup a Noyon, di San Martino a Limoges e per l'abbazia di Chelles.
Sotto il successore di Clotario, Dagoberto I (629–639), ricoprì la carica di tesoriere: fu anche incaricato di alcune delicate missioni diplomatiche (ristabilì la pace tra i Franchi e i Bretoni convincendo il re Giudicaele a dichiararsi suddito di Dagoberto). Alla corte franca ebbe modo di conoscere numerosi personaggi destinati ad essere proclamati santi, come Sulpizio, Desiderio e Audoeno.
Si dedicò incessantemente ad opere di carità in favore dei poveri e dei malati e finanziando il riscatto dei prigionieri: finanziò la costruzione di numerose chiese e monasteri, nel 632 fondò un monastero a Solignac, a capo del quale pose l'abate Remaclo e nel 633 il monastero femminile di San Marziale di Parigi (che poi divenne il convento di Sant'Eligio), a capo del quale pose la badessa Aurea.
Dopo la morte di Dagoberto I, fu eletto vescovo della diocesi di Tournai e Noyon nel 640 e venne consacrato il 13 maggio 641: si dedicò alla conversione dei pagani ancora presenti nella sua vasta diocesi (soprattutto nella parte settentrionale); promosse il culto dei santi di cui rinvenne alcuni corpi (san Quintino, san Luciano di Beauvais) e di cui avrebbe realizzato anche i rispettivi reliquiari.

## Il culto

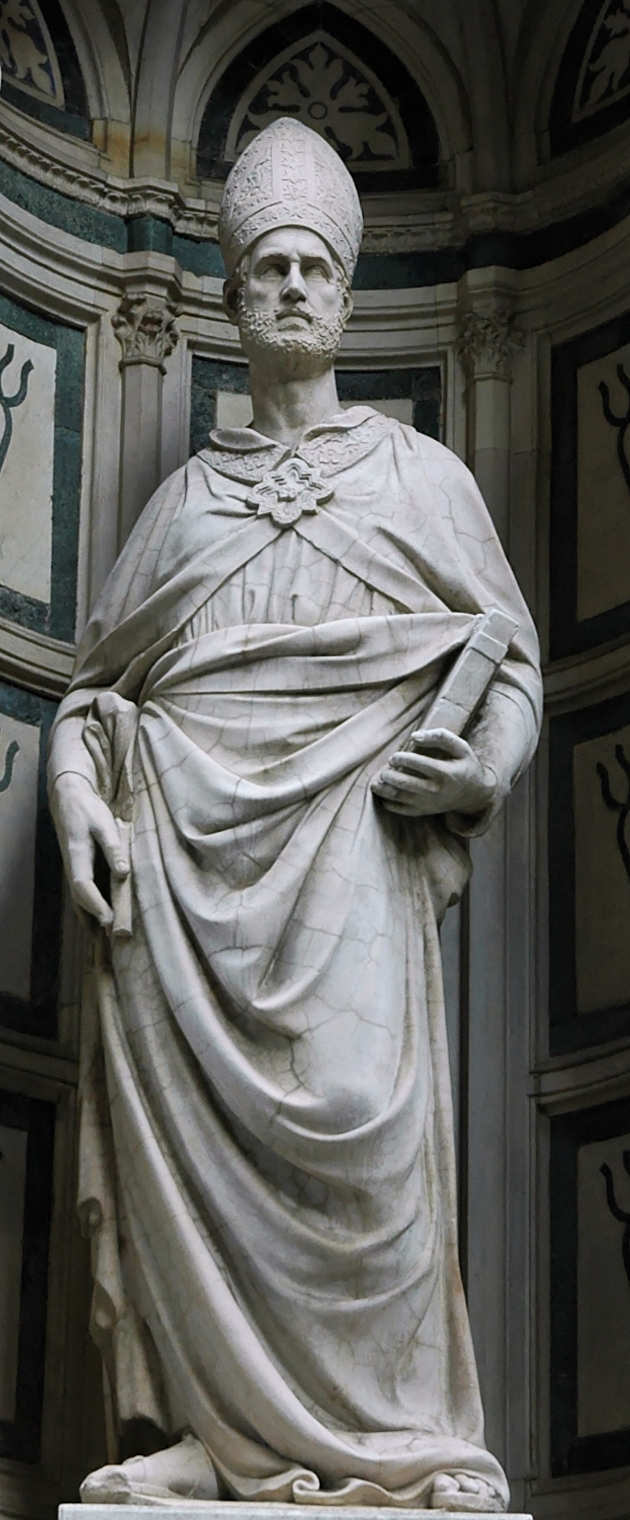
Sant'Eligio di Nanni di Banco, Firenze, Orsanmichele

Dopo la sua morte, sant'Audoeno redasse la sua biografia; ispirandosi a questa anche Jacopo da Varagine scrisse una sua vita, arricchendola di numerosi episodi desunti da leggende popolari, che inserì nella Legenda Aurea.
È patrono degli orafi, dei numismatici, dei maniscalchi e dei veterinari; avrebbe miracolosamente riattaccato la zampa ad un cavallo, il santo ebbe grande popolarità nel medioevo; il Martirologio Romano fissa per la sua memoria liturgica la data del 1º dicembre.
Oggi, nel giorno della sua festa, in alcune località francesi si effettua la benedizione dei cavalli. La tradizione si rileva anche in Italia, ad esempio a Sciara, nella città metropolitana di Palermo e al Casale del Pozzo di Nocera Inferiore in provincia di Salerno il Martedì in Albis; il suo culto è attestato anche a Sansepolcro, in Alta Valle del Tevere, dove trova spazio nella chiesa di Sant'Antonio Abate, sede sia dell'omonima confraternita che della corporazione degli orafi.

## Iconografia
È solitamente raffigurato come vescovo o come orefice, o più raramente con attributi di entrambi i mestieri. La scena più caratteristica in cui è rappresentato è quella in cui ricevette la visita di Gesù nella sua bottega, che gli mostrò come ferrare miracolosamente un cavallo tagliandogli via la zampa e poi riattaccandola. Altre volte è rappresentata la scena dell'Onestà di sant'Eligio, in cui il re visita la bottega scoprendo che con il metallo necessaria a un trono è riuscito a realizzarne due, oppure il santo è ritratto nella sua bottega, quale maestro di zecca, come nel celebre dipinto di Petrus Christus.

## Architetture religiose
- Chiesa di Sant'Eligio degli Orefici a Roma
- Sant'Eligio dei Chiavettieri a Napoli
- Sant'Eligio Maggiore a Napoli
- Santi Jacopo, Cristoforo ed Eligio ad Altopascio
- Chiesa di Sant'Alò a Terni[3]
- Parrocchia Sant'Eligio a Roma, su santeligio.org. URL consultato il 5 marzo 2022 (archiviato dall'url originale il 16 maggio 2021).
- Chiesa di Sant'Eligio a Matera
- Chiesa di Sant'Eligio a Capua
- Chiesa di Sant'Eligio a Francavilla Fontana
- Chiesa di Sant'Eligio a Palermo
- Chiesa di Sant'Eligio a Santeramo in Colle
- Chiesa di Sant'Antonio Abate a Sansepolcro

## Altri edifici
- Torre di Sant'Alò a Mantova